# بلو استریم
بلو استریم (انگلیسی: Blue Stream) خط لوله انتقال گاز طبیعی به طول ۱۲۱۳ کیلومتر است، که از شهر ایزوبیلنی، در کشور روسیه آغاز و پس از گذر از زیر دریای سیاه، در شهر آنکارا، کشور ترکیه پایان می‌یابد. ظرفیت انتقال گاز طبیعی این خط لوله روزانه معادل ۴۵ میلیون متر مکعب می‌باشد.